# 1509 en santé et médecine
| Années de la santé et de la médecine : 1506 - 1507 - 1508 - 1509 - 1510 - 1511 - 1512    |
| Décennies de la santé et de la médecine : 1470 - 1480 - 1490 - 1500 - 1510 - 1520 - 1530 |

Cet article présente les faits marquants de l'année 1509 en santé et médecine.

## Fondation
- Fondation de Ford's Hospital à Coventry, dans les actuelles Midlands de l'Ouest en Angleterre, établissement d'abord destiné à l'accueil de « cinq hommes et une femme », mais qui, dès 1517, recevra « six pauvres hommes et leur femme âgés de plus de soixante ans[1] ».

## Personnalité
- Av. 1509-1520 : fl. Richard Babham, apothicaire, au service des rois d'Angleterre Henri VII et Henri VIII, accompagne ce dernier au camp du Drap d'or[2].

## Naissances
- 10 février : Guido Guidi (mort en 1569), médecin italien, médecin ordinaire du roi François Ier et premier des lecteurs royaux en médecine au Collège royal[3].
- 1510 (ou 1509) : Ambroise Paré (mort en 1590), chirurgien et anatomiste français[4].
- 1511 (ou 1509) : Michel Servet (mort en 1563), médecin et théologien d'origine aragonaise, un des premiers à décrire la circulation pulmonaire[5].

## Décès
- Guillaume Brun (né en 1430), médecin et magistrat français, médecin du roi Louis XI[6].